# Benny Briolly
Benny Briolly (Niterói, 29 de outubro de 1991) é uma política e ativista, filiada ao Partido Socialismo e Liberdade (PSOL). Nas eleições municipais de 2020 foi eleita a primeira vereadora travesti/transexual do município de Niterói, no Rio de Janeiro, finalizando o pleito como a quinta mais votada.
Após ser eleita, passou a sofrer violência política de gênero e foi alvo de ameaças, razão pela qual teve que sair do país e foi incluída no Programa de Proteção aos Defensores de Direitos Humanos do governo brasileiro, sendo a primeira incluída no programa. Em julho de 2022 a Comissão Interamericana de Direitos Humanos recomendou que o Brasil adotasse medidas mais enérgicas para proteger a vereadora, vítima de constantes ameaças de morte.
Nas eleições municipais de 2024 foi reeleita, assumindo o segundo mandato como vereadora de Niterói.

## Biografia
Briolly nasceu e cresceu em Niterói, residindo até os vinte anos na Favela da Palmeira, no bairro Fonseca. É formada em moda e também estuda jornalismo. Em 2020 residia no Morro da Penha, localizado no bairro de Ponta d'Areia.
Em 2004, aos 13 anos, começou a trabalhar no comércio, período em que sofreu preconceito em razão da orientação sexual e da cor da pele.
Iniciou a carreira política em 2013, quando ingressou nos quadros do PSOL. Em 2016, passou a assessorar a ex-vereadora, Talíria Petrone, que conheceu em 2009, antes de participarem juntas das jornadas de junho. Na ocasião, foi a primeira mulher trans a atuar como assessora parlamentar na Câmara Municipal de Niterói.
Uma de suas motivações para ingressar na política foi a perda da mãe, quando tinha 15 anos. Em entrevista, Briolly relatou que ela adoeceu de câncer e não conseguiu vaga em um hospital a tempo, motivo que a levou a questionar o sistema em que vivia.
Criada em uma família evangélica, Briolly define-se como umbandista e é devota de Maria Mulambo.
Em 2023 foi coroada rainha de bateria da escola de samba Souza Soares, de Niterói. A coroação ocorreu no dia do aniversário de Benny e coincidiu com as comemorações de 60 anos da agremiação.
Ainda em 2023, participou do 6° encontro de Lideranças Políticas LGBTQIA+, realizado no México, enquanto primeira parlamentar travesti do Rio de Janeiro.

## Vereadora de Niterói

### Antecedentes
Antes das eleições de 2020, analistas prometiam que, se eleita, Briolly antagonizaria com Douglas Gomes (PTC) na Câmara de Niterói, uma vez que Benny foi a sucessora de Talíria Petrone e Douglas foi apoiado por Carlos Jordy. Talíria e Jordy foram eleitos deputados federais e costumavam ter embates na Câmara Municipal.

### Eleição e áreas de atuação
Benny Briolly foi a candidata feminina mais votada para a Câmara Municipal de Niterói, alcançando o quinto lugar com um total de 4 367 votos.
Uma de suas pautas é a concessão de isenção fiscal para empresas que contratarem pessoas trans. Declarou, ainda, que o principais eixos de sua atuação política são o direito à cidade, educação, saúde, moradia e assistência social, com enfoque principal em pessoas negras, LGBT e mulheres. Busca promover, ainda, pautas que fortaleçam a liberdade religiosa.
Em janeiro de 2023, participou do Ato pela Visibilidade Trans e Travesti, em frente à Câmara Municipal, na Cinelândia.
Enquanto presidente da Comissão de Direitos Humanos, da Criança, do Adolescente e da Mulher da Câmara, Benny protocolou um requerimento de informação, em março de 2023, pedindo esclarecimentos à prefeitura e à Secretaria de Assistência Social e Economia Solidária sobre porquê as famílias de Niterói não estavam conseguindo acessar o benefício da Moeda Arariboia. Benny já havia sido procurada por 200 famílias.
Em julho de 2023, enquanto presidente da comissão supracitada, idealizou o Encontro de Terreiros de Umbanda, realizado no Clube de Regatas do Gragoatá. O objetivo do evento foi promover debates sobre o papel da religião na sociedade e combater a intolerância.
Em agosto de 2023, no contexto da campanha do Agosto Lilás, organizou o evento Raízes que nos Sustentam em Niterói.
Em 19 de setembro de 2023, uma sessão na Câmara de Niterói teve que ser interrompida após um grupo criticar que a roupa de Benny seria "muito curta" e incompatível com o local. Como outros vereadores também não estavam usando o terno e a gravata habituais, Benny interpretou isso como tentativa de provocação, gerando discussão.

## Ataques e ameaças
Desde que iniciou sua campanha eleitoral em 2020, Briolly passou a receber diversas ameaças de morte e a sofrer violência de gênero. Logo após sua eleição, recebeu um e-mail, cuja autoria foi atribuída pelo próprio remetente aos responsáveis pelo assassinato de Marielle Franco, afirmando que seria assassinada caso não renunciasse ao mandato.
Em virtude das constantes ameaças, Briolly deixou o país em 13 de maio de 2021. Na ocasião, a assessoria de Briolly declarou que ela sofria agressões nas ruas e na internet, conjuntura que ameaçava a integridade física dela. No dia 18 do mesmo mês, o Ministério Público Federal (MPF) ordenou a adoção de "medidas urgentes" para a proteção da vereadora.
A parlamentar retornou ao país em 28 de maio de 2021 após ter sido incluída na Programa de Proteção aos Defensores e Defensoras dos Direitos Humanos, na esteira da solicitação de medidas de proteção urgentes do Ministério Público Eleitoral, em razão da situação enfrentada. Reportagem do Fantástico revelou que a Polícia Militar do Rio de Janeiro recusou-se a garantir a segurança da vereadora.
| “                                                                         | Quando a vereadora já viajava retornando ao Brasil, sua equipe recebeu a notícia de que as medidas de proteção não estariam mais asseguradas. A polícia e a própria Secretaria de Segurança Pública do Rio de Janeiro se negaram a atender a requisição da equipe técnica do PPDDH. | ” |
| — Assessoria de Benny Briolly, no Plenário da Câmara Municipal de Niterói | |   |

Apenas em 2021, Benny Briolly relata ter recebido 20 ameaças. Em 23 de dezembro de 2021, recebeu novas ameaças de morte via e-mail, sendo esta a segunda ameaça que havia recebido na semana. Em 8 de março de 2022, no Dia Internacional da Mulher, recebeu novas ameaças de cunho racista e transfóbico, incluindo a frase "Durma de olhos abertos". Em abril de 2023, Benny Briolly disse que, desde dezembro de 2021, recebeu mais de 30 ameaças, "com ofensas profundamente racistas e transfóbicas".

### Racismo religioso de Douglas Gomes
Em dezembro de 2021, Benny Briolly denunciou que sofreu racismo religioso por parte do vereador de Niterói Douglas Gomes, então filiado ao PTC, em razão de ter participado de um evento com crianças em uma escola pública localizada no Quilombo Urbano Xica Manicongo. Na ocasião, Gomes questionou se as crianças possuíam autorização dos pais para frequentarem o que chamou erroneamente de "terreiro".
A assessoria da parlamentar explicou que a visita consistia em uma excursão com os alunos do Núcleo Avançado de Educação Infantil Angela Fernandes, cujo objetivo era a aplicação da Lei 10.639/2003, que torna obrigatório o ensino da história e cultura da África nas escolas públicas e privadas do país. Declarou ainda que as crianças foram até o local para conhecerem a artista Lia de Itamaracá, cuja importância já havia sido discutida em sala de aula.

### Ameaças de Rodrigo Amorim
Em 20 de maio de 2022, Benny registrou boletim de ocorrência na Delegacia de Crimes Raciais e Delitos de Intolerância (Decradi) por transfobia e racismo contra Rodrigo Amorim (PSC), então deputado estadual na Assembleia Legislativa do Rio de Janeiro (ALERJ). Três dias antes, o parlamentar insultou Benny na tribuna da Assembleia se referindo a ela como "vereador homem de Niterói", "boizebú" e "aberração da natureza". Em julho de 2022, o Ministério Público denunciou Rodrigo por violência política de gênero devido ao caso, e virou réu em agosto.
Em junho de 2022, a parlamentar denunciou ter recebido ameaças advindas do e-mail de Rodrigo. Em nota oficial após as publicização das ameaças, o deputado referiu-se à deputada com o nome masculino "Bênio" e negou a autoria das mensagens. No dia 28, a Polícia não encontrou comprovação de que a ameaça partiu do e-mail de Rodrigo. Em junho de 2023, foi considerada improcedente a ação de investigação judicial eleitoral contra Benny, instaurada por Rodrigo, devido a um vídeo no qual ela atribui a ele o e-mail com ameaças. De acordo com a investigação, embora o e-mail não tenha partido de Rodrigo, não houve desinformação, e a autoria do e-mail ainda não havia sido determinada.

### Embates e condenação de Douglas Gomes por violência política de gênero
Em 2022, o vereador Douglas Gomes (PL), também vereador de Niterói, foi condenado a um ano e sete meses de prisão após fazer ataques transfóbicos a Benny Briolly. Por isso, a Comissão Interamericana de Direitos Humanos cobrou medidas mais eficazes das autoridades brasileiras pela proteção de Benny Briolly.
Em 2023, Douglas voltou a envolver-se em discussões com Briolly, alegando que um projeto de autoria da parlamentar, que visa "tratar da saúde integral da população LGBTQIA +", autorizaria “homens biológicos em banheiros femininos nas internações do município de Niterói”. Gomes é conhecido por articular projetos que visam proibir o acesso de mulheres trans a banheiros femininos.
Posteriormente, Douglas Gomes carregou um vídeo nas redes sociais onde condena o projeto ligado à saúde LGBTQIA+ apoiado por Briolly. Nos comentários, foram publicados inúmeros ataques contra a vereadora, incluindo ameaças de morte e espancamento. Benny, por sua vez, encaminhou ofício ao Ministério Público solicitando a remoção do vídeo e registrou a ocorrência na Delegacia de Crimes Raciais e Delitos de Intolerância. Em reação, o vereador declarou que não é transfóbico e registrou queixa-crime contra Briolly, bem como representou contra ela no Conselho de Ética da Câmara de Niterói por ameaça.

### Escolta policial
Em abril de 2023, a Justiça do Rio determinou que Benny Briolly tivesse escolta policial e outras medidas de segurança para "garantir a sua integridade física e a continuidade do seu exercício em toda a região do Rio", acatando pedido do Ministério Público Federal (MPF): "A medida extrema de disponibilização de escolta policial justifica-se pelo histórico de violência contra ativistas defensores dos direitos humanos".
| “ | Seguirei bravamente no que se refere aos interesses do povo. Se tanto me atacam, é um forte indício de que estou na direção certa. Não serei interrompida. | ” |

## Desempenho eleitoral
| Ano  | Eleição                     | Partido | Cargo             | Votos  | %     | Resultado | Ref    |
| ---- | --------------------------- | ------- | ----------------- | ------ | ----- | --------- | ------ |
| 2020 | Municipal de Niterói        | PSOL    | Vereadora         | 4.367  | 1,75% | Eleita    | [ 54 ] |
| 2022 | Estaduais no Rio de Janeiro | PSOL    | Deputada Estadual | 25.150 | 0,29% | Suplente  | [ 55 ] |
| 2024 | Municipal de Niterói        | PSOL    | Vereadora         | 4.801  | 1,69% | Eleita    | [ 56 ] |